# 特里普拉民族主義
特里普拉民族主義（Tripuri nationalism）是支持印度東北部的特里普里人民族自決的意識形態，可追溯至19世紀末當地人口結構的改變，特里普拉邦原為特里普里人部落組成的特里普拉土邦（歷史上為特里普拉王國），當時周圍的孟加拉族持續遷入，王室也鼓勵他們定居，使孟加拉人的比例持續上升，1900年左右特里普拉僅有約53%人口為本地部落人口，1951年則僅剩34.55%，已居於少數。20世紀以降王國的統治者偏好任用孟加拉的官僚，受教育的本地青年僅能找到待遇微薄的基層工作，且被排除在本地政治體系之外，漸引發當地人對孟加拉人的不滿，因而萌生民族主義，提倡使用本土的特里普拉語對抗主流的孟加拉語文化，以形塑特里普拉自身的民族認同。
1949年加入印度共和國而成為特里普拉邦，1950年代當地即爆發叛亂，其後持續發生武裝衝突，1990年代起叛亂大多由特里普拉民族解放陣線（NLFT）與全特里普拉虎力（ATTF）主導，孟加拉族則組成聯合孟加拉武裝陣線（UBLF）等組織與之對抗。衝突在2000年左右達到高峰，當年度的恐怖襲擊即造成514人喪生，截至2012年衝突已經安全措施、停火談判等大致平息。